# مايكل هاريس
مايكل هاريس (بالإنجليزية: Michael Harris)‏ (و. 1988  م) هو لاعب كرة قدم أمريكية، من الولايات المتحدة، ولد في أوكلاند، كاليفورنيا، يلعب كمهاجم اصطدامي ‏.

## التعليم
تعلم في Duarte High School ‏.

## روابط خارجية
- مايكل هاريس على موقع مرجع كرة القدم المحترفة.كوم (الإنجليزية)